# Albert Otto von Wedel-Parlow
Albert Otto von Wedel-Parlow (* 22. September 1793 in Stargard in Pommern; † 1866 in Greiffenberg (Uckermark)) war Landrat des Kreises Angermünde.

## Leben
Albert Otto von Wedel-Parlow war der älteste Sohn des Landrats Karl Friedrich von Wedel-Parlow (1765–1832) und der Philippine von Blankenburg, einer Tochter des Karl Otto von Blanckenburg aus dem Hause Schwarzow und der Dorothea Olsen. Sein Vater war ein Urenkel des in Schönebeck, Beweringen, Altstadt, Trampke und Glashagen bei Freienwalde begüterten Landrats Curt Julius von Wedel (1661–1717).
Albert Otto von Wedel-Parlow verbrachte seine Kindheit in Steinhöfel, Hanseberg und Greiffenberg. Im 1. Leib-Husaren-Regiment nahm er an den Befreiungskriegen teil und blieb Soldat, bis er 1821 als Rittmeister ausschied. Seit 1822 bewirtschaftete er in der Uckermark die Güter Greiffenberg (Schloßgut und Oberhof) und Günterberg, die er zehn Jahre später von seinem Vater erbte. 1827 hatte er das Gut Günterberg um das Vorwerk Neu-Günterberg erweitert, 1839 legte er das Gut Wedelsberg an und erwarb später das Gut Schönaich bei Sorau in der Lausitz und die Herrschaft Naumburg am Bober in Niederschlesien. Von 1832 bis 1844 war er, als Nachfolger seines Vaters, Landrat des Kreises Angermünde.
In seiner 1819 geschlossenen Ehe mit Emilie von Anhalt (1798–1876), einer Tochter des Generalmajors Friedrich Wilhelm Karl Franz von Anhalt hatte er fünf Kinder. Einer seiner Enkel war der Reichstagsabgeordnete Karl von Wedel-Parlow.